# Graefia
Graefia là một chi bướm đêm thuộc họ Geometridae.